# Рифов (комуна)
Рифов (рум. Râfov) — комуна у повіті Прахова в Румунії. До складу комуни входять такі села (дані про населення за 2002 рік):
- Антофілоая (90 осіб)
- Буда (1114 осіб)
- Букілаші (149 осіб)
- Гога (525 осіб)
- Мелеєшть (785 осіб)
- Моара-Домняске (898 осіб)
- Паланка (1175 осіб)
- Рифов (345 осіб) — адміністративний центр комуни
- Сікріта (508 осіб)

Комуна розташована на відстані 48 км на північ від Бухареста, 10 км на південний схід від Плоєшті, 96 км на південний схід від Брашова.

## Населення
За даними перепису населення 2002 року у комуні проживали 5589 осіб.
Національний склад населення комуни:
| Національність | Кількість осіб | Відсоток |
| -------------- | -------------- | -------- |
| румуни         | 5480           | 98,0%    |
| цигани         | 104            | 1,9%     |
| угорці         | 3              | 0,1%     |
| німці          | 1              | < 0,1%   |
| серби          | 1              | < 0,1%   |

Рідною мовою назвали:
| Мова      | Кількість осіб | Відсоток |
| --------- | -------------- | -------- |
| румунська | 5581           | 99,9%    |
| угорська  | 3              | 0,1%     |
| циганська | 3              | 0,1%     |
| німецька  | 1              | < 0,1%   |
| сербська  | 1              | < 0,1%   |

Склад населення комуни за віросповіданням:
| Релігія       | Кількість осіб | Відсоток |
| ------------- | -------------- | -------- |
| православні   | 5562           | 99,5%    |
| адвентисти    | 12             | 0,2%     |
| бретрени      | 5              | 0,1%     |
| лютерани      | 5              | 0,1%     |
| римо-католики | 3              | 0,1%     |
| п'ятдесятники | 1              | < 0,1%   |
| атеїсти       | 1              | < 0,1%   |